# Hybomitra bhutanensis
Hybomitra bhutanensis är en tvåvingeart som beskrevs av Datta 1979. Hybomitra bhutanensis ingår i släktet Hybomitra och familjen bromsar.
Artens utbredningsområde är Bhutan. Inga underarter finns listade i Catalogue of Life.